# Ministère de l'Éducation (Polynésie française)
Pour les articles homonymes, voir Ministère de l'Éducation.
Le ministère de l'Éducation et de l'Enseignement supérieur de la Polynésie française est un ministère du gouvernement de la Polynésie française.

## Liste des ministres de l'Éducation
| Ministres           | Gouvernement | Mandats                   | Parti             |
| ------------------- | ------------ | ------------------------- | ----------------- |
| Christelle Lehartel | Fritch IV    | 23 mai 2018 - 15 mai 2023 | Tapura huiraatira |
| Ronny Teriipaia     | Brotherson   | Depuis le 15 mai 2023     | Tavini huiraatira |